# Rosario-Santa Fe de 1948
La 21ª edición de la Rosario-Santa Fe tuvo lugar el 9 de mayo de 1948 y fue organizada por el Ciclista Moto Club Santafesino, la prueba contaba con un recorrido que fue Rosario, San Lorenzo, Monje, Arocena, Gálvez, Arocena, Coronda, Sauce Viejo, Santo Tomé, Santa Fe con llegada sobre la calle Junin frente a la Escuela Industrial de esa ciudad, totalizando una distancia de 210 kilómetros.
Esta edición de la Rosario - Santa Fe con un total de 66 ciclistas inscriptos y fue ganada por el ciclista oriundo de Zarate Juan Koval.

## Lista de Inscriptos
El listado de competidores que se inscribieron para la carrera.